# هنگو
هنگو (به انگلیسی: Hangu) یک شهر در پاکستان است که در Hangu واقع شده‌است.